# Нели ван Бален-Бланкен
Петронела „Нели” ван Бален-Бланкен (удата Блаубоер) (хол. Petronella Nelly van Balen-Blanken, Ана Пауловна Северна Холандија 18. новембар 1917 — Схаген, 29. октобар 2008) била је холандска атлетичарка која се такмичила у скоку увис. Бален-Бланкенова била је пионир у женском спорту.  На Европском првенству на отвореном 1938. освојила је сребрну медаљу (прво Европско првенство на којем су женска такмичења била дозвољена, а такмичења за мушкарце одржавају се одвојено).
На 1. Европском првенству на отвореном у Бечу била је трећа иза Немице Доре Ратјен и Мађарице
Ибоље Чак. Касније је утврђено да је Дора Ратјен био мушкарац Хајнрих Рајтен, којем су медаља и титула одузети и додељени Ибољи Чак златна, а Нели ван Бален-Бланкен сребрна. Скоком од 1,64 м поставила је рекорд Холандије у скоку увис на отвореном и изједначила рекорд Европских првенстава на отворени који је попставила првопласирана Ибоља Чак, која је резултат постигла са мање скокова приликом такмичења.
Бален-Бланкен такмичила се у Холандији од 1937. до 1948.